# Alloteuthis
Alloteuthis Wülker, 1920 è un genere di calamari appartenente alla famiglia Loliginidae. Questo genere è stato a lungo considerato un sottogenere del genere Loligo, ma sia le analisi molecolari che quelle morfologiche-anatomiche supportano la separazione di questi due taxa.

## Specie
Attualmente, il genere Alloteuthis comprende tre specie riconosciute:
- Alloteuthis africana Adam, 1950
- Alloteuthis media (Linnaeus, 1758)
- Alloteuthis subulata (Lamarck, 1798)